# Teix de Lago
El teix de Llago és un arbre mil·lenari pertanyent a l'espècie Taxus baccata que es troba a la parròquia de Lago al costat de l'església parroquial al concejo asturià d'Allande. Aquesta espècie era considerada sagrada pels àsturs i per això l'església fou construïda a la seua vora.
Les seues dimensions són de 16 metres d'alçada, 9 d'envergadura i un poc menys de 6 de perímetre. Aquest teix mil·lenari està declarat com a Monument Natural des del 27 d'abril de 1995 per tant està protegit dins del "Plan d'ordenación de los recursos naturales d'Astúries" (PORNA).